# ライス・エンボリ
アディ・ライス・コボ・アドリアン・エムボリ＝ウハブ（رايس وهاب مبولح、Adi Raïs Cobos Adrien M'Bolhi-Ouhab, 1986年4月25日-）は、フランス・パリ出身でアルジェリア国籍のサッカー選手。ポジションはGK。

## 経歴
2008年にはオリンピック・マルセイユ時代の恩師フィリップ・トルシエに誘われ、日本フットボールリーグ (JFL) のFC琉球でプレー。2009年からブルガリアのPFCスラヴィア・ソフィアへと活動の場を移し、2009-10シーズンはブルガリア・リーグ最優秀GKに輝いた。2010年5月に母親の祖国であるアルジェリア国籍を取得し、W杯直前合宿で代表入り。本大会の2戦目イングランド戦、3戦目アメリカ戦でゴールを守った。
2014 FIFAワールドカップでは全試合にフル出場し、7失点だがチームを初の16強へ導いた。ノックアウトステージ一回戦はドイツが延長で2-1で勝利したが、「猫のようなセービング」と例えられる活躍でマンオブザマッチに輝いた。これはドイツの対戦相手からマンオブザマッチが選出されたこの大会で唯一の例である。

## 代表歴
- U-17フランス代表
- アルジェリア代表
  - 2010 FIFAワールドカップ (グループリーグ敗退)
  - アフリカネイションズカップ2013 (グループリーグ敗退)
  - 2014 FIFAワールドカップ

### 試合数
- 国際Aマッチ 96試合 0得点（2010年-2022年）[1]

| アルジェリア代表 | 国際Aマッチ | 国際Aマッチ |
| 年               | 出場        | 得点        |
| ---------------- | ----------- | ----------- |
| 2010             | 7           | 0           |
| 2011             | 4           | 0           |
| 2012             | 6           | 0           |
| 2013             | 10          | 0           |
| 2014             | 9           | 0           |
| 2015             | 7           | 0           |
| 2016             | 6           | 0           |
| 2017             | 6           | 0           |
| 2018             | 4           | 0           |
| 2019             | 13          | 0           |
| 2020             | 3           | 0           |
| 2021             | 13          | 0           |
| 2022             | 8           | 0           |
| 通算             | 96          | 0           |

## タイトル

### クラブ
ハーツ
- スコティッシュカップ : 2005-06

### 代表
- アフリカネイションズカップ : 2019
- FIFAアラブカップ : 2021